# さっぽろ地下街
さっぽろ地下街（さっぽろちかがい）は、札幌市中央区に広がる2つの地下街。大通駅を起点に、大通公園の地下を東にさっぽろテレビ塔まで続くオーロラタウンと札幌駅前通の地下を南にすすきの駅まで続くポールタウンとからなる。1972年札幌オリンピックに向けた札幌市営地下鉄建設に合わせて建設された。地下空間の発展は、積雪寒冷地にある札幌の市街形成の特徴のひとつでもある。
両地下街と札幌大通地下駐車場は札幌都市開発公社（さっぽろとしかいはつこうしゃ）が管理運営している。
さっぽろ地下街にはポイントプログラムとなる「さっぽろ地下街POINT CLUB」があり全店で楽天Edy・SAPICAが使用できるほか（一部使用除外店あり）、iDにも対応している。

## 沿革

### 開業
地下街誕生のきっかけは、狸小路商店街に面するサンデパートにおいて、1964年（昭和39年）春に札幌駅前通の拡幅が決まった際、お年寄りや子供たちが狸小路3丁目から狸小路4丁目を1回の青信号で渡り切れなくなるのではないか、それならば地下に連絡道路を作って安全に渡れるようにしようと話題になったことが発端であるという。また当初は架橋式の連絡路を建設する案も構想されていた。
この地下道構想は札幌冬季オリンピックの1972年（昭和47年）開催が決定して地下鉄の建設工事が進む中、地元商店街が地下道も合わせて建設しないと実現しないと認識したため、1968年（昭和43年）に「地下歩道建設期成会」を結成して当時の建設省へ陳情を開始した。翌年には「札幌地下道造成促進協議会」が発足し、建設省指導の下で計画を進めた。建設省の方針は、地下街の建設と運営主体は公共性を考慮して公社が望ましいこと、大規模な地下駐車場を併設することなどであった。そして、公的資金を投入した「札幌都市開発公社」を設立し、地下鉄の上にポールタウン、大通地下駐車場の上にオーロラタウンを建設する全体構想がまとまり、着工からわずか1年半という早さで札幌オリンピックの前年（1971年（昭和46年））に完成して営業開始にこぎつけた。

### 年表
- 1966年（昭和41年）[4]
  - 2月：札幌狸小路商店街が札幌商工会議所、札幌開発建設部長、北海道商工部長、北海道管区行政監察局長、札幌市長に地下街建設の協力要請陳情書を提出。
  - 3月：札幌商工会議所より札幌市議会建設運輸委員会に地下街建設の議題を提出。
  - 4月：札幌駅前通商店街進行組合の代表が札幌市長に地下商店街建設の要望書を提出。
- 1968年（昭和43年）[4]
  - 7月：札幌市が全国の地下商店街に対し総合調査を実施。
  - 9月：札幌駅前通中心街地下センター設置期成会が札幌市に地下街建設の陳情を実施。
  - 11月：札幌駅前通中心街地下センター期成会が会社設立などの計画書とともに札幌市議会に陳情。札幌商工会議所が市議会経済委員会に協力を要請。
  - 12月：札幌駅前通地下歩道建設期成会が国務大臣あてに陳情、札幌市議会経済委員会が地下街建設陳情書を採択。
- 1969年（昭和44年）
  - 2月：札幌地下道造成推進協議会が発足、札幌商工会議所に陳情[4]。
  - 3月：札幌市議会特別委員会にて地下街建設を採択[4]。
  - 5月：「株式会社札幌都市開発公社」設立[5]。
  - 6月：駅前通りの区域（後のポールタウン）の建設計画を変更し当初の大通り-狸小路間から南4条まで延長、札幌市議会に地下駐車場と大通公園地下街（後のオーロラタウン）の建設を陳情[4]。
  - 10月：札幌市議会が地下駐車場と大通公園地下街建設の陳情を採択[4]。
  - 12月：駅前通り地下街の都市計画を決定[4]。
- 1970年（昭和45年）
  - 3月：駅前通り地下街着工[4]。
  - 6月：大通公園地下街の都市計画を決定[4]。
  - 7月：大通公園地下街着工、工期短縮のため開削工法を用いた[4]
- 1971年（昭和46年）
  - 5月：地下街愛称を決定。駅前通り側を「ポールタウン」、大通公園側を「オーロラタウン」とする[4]。
  - 11月16日：地下街オーロラタウン・ポールタウン、札幌大通地下駐車場開業。開業日にちなみ午前11時16分に営業を開始[4]。
  - 12月15日：札幌市営地下鉄南北線開通[5][4][6]。

## 札幌都市開発公社
札幌都市開発公社は、さっぽろ地下街と札幌大通地下駐車場を管理運営している株式会社。設立当時、地下街運営会社には公的資本が51%以上必要だったことから地元小業者が保有し、札幌商工会議所が議決権を保有する名義株を用い札幌商工会議所が51%の5,100万円を出資した。

### 年表
- 1974年（昭和49年）：『さっぽろ菊まつり』を札幌地下街で初開催（2011年からは主会場が札幌駅前通地下広場になる）[5][10]。
- 1976年（昭和51年）：札幌市営地下鉄東西線開通し、地下鉄のコンコース完成[5]。
- 1979年（昭和54年）：「札幌地下街管理開発サービス株式会社」設立（1983年に「株式会社札幌地下街サービスセンター」と改称。2006年解散）[5]。札幌地下街開発協議会発足[5]。
- 1981年（昭和56年）：10周年リフレッシュ工事[5]。オーロラタウン内の水路「よろこびの川」を撤去[4]。
- 1982年（昭和57年）：札幌地下街連絡協議会発足[5]。
- 1983年（昭和58年）：「札幌地下街総合管理株式会社」設立（2006年解散）[5]。
- 1988年（昭和63年）：札幌地下街共同防火管理協議会発足[5]。札幌市営地下鉄東豊線開通[5]。オーロラスクエア完成[5]。
- 1990年（平成02年）：店長会発足[5]。
- 1991年（平成03年）：20周年リフレッシュ工事[5]。
- 2001年（平成13年）：札幌大通地下駐車場の料金自動精算開始[5]。30周年リフレッシュ工事[5]。
- 2005年（平成17年）：地下街を中心に性風俗店での勤務などに勧誘する俗称「カラス族」に対し、札幌市が「札幌市公衆に著しく迷惑をかける風俗営業等に係る勧誘行為等の防止に関する条例」（通称ススキノ条例）施行[11][12]。
- 2006年（平成18年）：「さっぽろ地下街POINT CLUB」導入[注 1][14]。
- 2007年（平成19年）：札幌大通地下駐車場直営化[5]。さっぽろ地下街POINT CLUBキャラクター「ちかぴぃ」ネーミング決定[5]。
- 2008年（平成20年）：地震警報システムの「緊急地震速報」を北海道内の商業施設で初めて導入[5]。
- 2011年（平成23年）：40周年記念事業としてさっぽろ地下街公共通路・トイレ改修工事竣工[5]。
- 2013年（平成25年）：札幌大通地下駐車場改修工事竣工[5]。
- 2021年（令和03年）11月16日：開業50年を記念してオーロラタウンに道内最大級の大型LEDビジョン（縦2.7 m、横14.4 m）を新設[15]。

## 施設

### オーロラタウン
オーロラタウン
オーロラタウン（AURORA TOWN）は、札幌市営地下鉄大通駅を基点として大通西1丁目に広がり、さっぽろテレビ塔に接続する延長310 mの地下街（地下歩道）。並行している地下鉄のコンコースは丸井今井札幌本店（大通館）などに直結しているほか、東へ延びて札幌市営地下鉄東西線バスセンター前駅に連絡している。「北1西1地区」の再開発に伴い、西2丁目地下歩道の延伸を計画している。
- オーロラコーナー
  - 総合案内所（西3丁目クロスポイント）
  - 授乳コーナー
- 防災センター
- オーロラプラザ
- オーロラスクエア
- 小鳥の広場
- コインロッカー

かつてはオーロラガーデン（現在のオーロラプラザ付近）に幅14.6 m、高さ3.5 ｍのオーロラの滝があり、滝つぼの池には67本の噴水を上げ7色の照明によりオーロラの模様を描いていた。中央広場の通路には人口の小川である長さ40 m、幅2 mの「よろこびの川」があり、160本の噴水をW型に配置し、彫刻が設置されていた。1972年（昭和47年）には「愛の鐘」「希望の鐘」の設置をきっかけに鐘に向かいコインを投げ込む人も現れ年平均60万円が投げ入れられ、社会福祉施設や災害義援金に寄付された。通路の混雑などにより1980年（昭和55年）によろこびの川は撤去され、のちにオーロラの滝もイベント会場となっている。また小川の両端にあった女神像2体はオーロラプラザ内に移設された。
さっぽろ地下街開業から半世紀となる2021年（令和3年）11月16日、滝や人工池があった場所に、3枚のパネルを連結させた道内最大級の大型LEDビジョン（縦2.7 m、横14.4 m）が設置されることになった。

### ポールタウン
ポールタウン
ポールタウン（POLE TOWN）は、札幌市営地下鉄大通駅を基点としてすすきの駅をつなぐ延長400 ｍの地下街（地下歩道）。北海道旅客鉄道（JR北海道）札幌駅北側から札幌駅前通地下歩行空間（チ・カ・ホ）・ポールタウンを通ってすすきの駅までの1,900 mがほぼ直線でつながっており、日本国内で最も直線距離が長い地下通路（地下道）になっている。地下街からは札幌PARCO、札幌ZERO GATE、モユクサッポロ、札幌ナナイロ、狸小路商店街、アルシュ、札幌千秋庵製菓、ウインズ札幌A館に直結している。
- ポールスクエア
  - マルチビジョン「HILOSHI」
- ポールプラザ
  - 総合案内所
- コインロッカー
- 防災センター

### 札幌大通地下駐車場
大通公園の直下にあり、オーロラタウンや札幌市営地下鉄大通駅に連結している。地下街と直結する身障者対応エレベーターを設置している。
- 営業時間：8:00 - 22:00（宿泊駐車不可）
- 収納台数：366台（車いす専用駐車スペース4台分、オートバイの駐車不可）
- 車両サイズ：車高・車幅2.1 m、車長5.0 mまで

## イベント
札幌市では1963年（昭和38年）に第1回「さっぽろ菊花展」が開催され、第5回から「さっぽろ菊まつり」となり、1974年（昭和49年）から札幌地下街が会場となった。2011年（平成23年）からは札幌駅前通地下広場が主会場となっている。

## 関連作品

### 楽曲
- ふきのとう「初夏」（1975年） - 歌詞の3番に地下街が登場する[20]。
- ジャミロクワイ「ヴァーチャル・インサニティ」（1996年） - ジェイ・ケイは、札幌でライブを行った際、街に人通りが少ないことを不思議がり、近くにいた老婦人に理由を尋ねたところ、さっぽろ地下街に案内され、地下に広がる街の情景にインスピレーションを受けたと話している[20]。
- 矢野顕子「さっぽろ地下街ポイントクラブの歌」（2006年） - さっぽろ地下街のCMソングとして提供。ベストアルバム「矢野山脈」完全生産限定盤に収録[20][21]。

### 映画
- 探偵はBARにいる2 ススキノ大交差点（2013年公開） - 大泉洋演じる探偵らが歩いている[20]。